# Chiesa di San Vittore Martire (Gornate Olona)
La chiesa di San Vittore Martire è il principale luogo di culto cattolico di Gornate Olona, in provincia di Varese e arcidiocesi di Milano; fa parte del decanato di Carnago.

## Storia
La prima citazione di una chiesa, o piccola cappella, presente sul territorio indicato come Gornate Inferiore, è citata nel XIV secolo come appartenente alla pieve  di Castelseprio. Nel 1564 è attestata come rettoria sempre facente parte alla pieve di Castel Seprio. La parrocchia viene più volte visitata dagli arcivescovi di Milano e inserita nella pieve di Cornago. La chiesa fu riedificata in stile neoclassico nel XVII secolo.
La chiesa fu visitata dal cardinale Federico Borromeo, che la menzionò come chiesa parrocchiale, mentre nel 1747 la relazione della visita diocesana dell'arcivescovo Giuseppe Pozzobonelli testimonia la presenza di un solo parroco e che vi erano presenti le congregazioni della dottrina cristiana, del Santissimo Sacramento che gestiva l'altare maggiore, nonché quella del Santissimo Rosario, i cui membri erano autorizzato a indossare l'abito rosso. Sussidiaria della parrocchiale di San Vittore vi era la chiesa campestre di chiesa della Madonnetta.
Nella prima metà del Novecento fu attuato un progetto di restauro con il rifacimento della copertura del tetto nel 1921, e il rimodernamento della facciata con la realizzazione dell'affresco raffigurante il martirio del santo titolare nel 1924, lavoro del pittore Mario Grandi, poi ricoperto da un'opera a mosaico. Seguirono lavori di restauro del campanile con il rifacimento della cella campanaria e la posa della nuova cuspide a cipolla, dell'orologio e le nuove campane. Mentre nella seconda metà del XX secolo fu edificata la nuova sagrestia e posizionato il mosaico sulla parete principale.
Per l'adeguamento liturgico delle chiese seguito al Concilio Vaticano II, viene posato l'altare rivolto verso il popolo realizzato dalla ditta Carlo Comana, è in marmo policromo scolpito. Per la realizzazione del nuovo altare venne utilizzata l'originale balaustra che è stata rimossa.
La chiesa è dedicata a san Vittore Martire festeggiato ogni anno l'8 maggio, come patrono cittadino.

## Descrizione

### Esterno
La chiesa conserva la facciata a salienti bicromatica in stile neoclassico settecentesca, tripartita da quattro lesene a colonna complete di alta zoccolatura e capitelli d'ordine romanico che reggono la cornice marcapiano che divide il fronte in due ordini. Nella parte centrale vi è il portale in pietra sagomata completo di timpano spezzato. L'ordine superiore prosegue con le lesene centrali e ospita il grande mosaico che raffigura il martirio di san Vittore il Moro, inserito in un contorno modanato. Laterali due velette fanno da collegamento con l'ordine inferiore. Il frontone termina con il timpano spezzato.

### Interno
L'interno si presenta a navata unica completa di due cappelle laterali di cui quella di sinistra ospita il confessionale e a destra le statue di santi. La volta è completamente decorata e affrescata con i dipinti raffiguranti san Vittore in gloria, e quattro cartigli che descrivono le virtù cardinali con i quattro evangelisti.
La zona del presbiterio è rialzata da tre gradini in pietra ed è anticipata da due nicchie che conservano la statua della Madonna in quella di destra, mentre in quella di sinistra il battistero con la tela raffigurante san Girolamo nella parte superiore, la parte si presenta a pianta quadrata. L'abside ospita il mosaico raffigurante angeli in preghiera, mentre il grande Cristo risorto è raffigurato nella lunetta superiore.
L'organo a canne è posto sopra la controfacciata loggiata, realizzato nel 1854 dalla ditta Prestinari.